# Elezioni comunali nelle Marche del 2013
Le elezioni comunali nelle Marche del 2013 si tennero il 26 e 27 maggio (con ballottaggio il 9 e 10 giugno).

## Riepilogo sindaci eletti
Coalizione di centro-sinistra
     Coalizione civica di centro-sinistra
     Il Popolo della Libertà
     Coalizione civica di centro-destra
     Commissario prefettizio
| Provincia     | Comune              | Popolazione legale (censimento 2011) | Sindaco uscente | Sindaco uscente         | Sindaco eletto | Sindaco eletto              | Primo turno | Primo turno | Secondo turno | Secondo turno | Seggi   |
| Provincia     | Comune              | Popolazione legale (censimento 2011) | Sindaco uscente | Sindaco uscente         | Sindaco eletto | Sindaco eletto              | Voti        | %           | Voti          | %             | Seggi   |
| ------------- | ------------------- | ------------------------------------ | --------------- | ----------------------- | -------------- | --------------------------- | ----------- | ----------- | ------------- | ------------- | ------- |
| Ancona        | Ancona              | 100 497                              |                 | Antonio Corona          |                | Valeria Mancinelli (PD)     | 17 212      | 37,65       | 20 669        | 62,59         | 20 / 32 |
| Ancona        | Falconara Marittima | 26 710                               |                 | Goffredo Brandoni (PdL) |                | Goffredo Brandoni (Ind.)    | 6 374       | 46,31       | 6 691         | 54,29         | 10 / 16 |
| Ascoli Piceno | Grottammare         | 15 615                               |                 | Lucio Merli (Ind.)      |                | Enrico Piergallini (Ind.)   | 4 579       | 52,11       | —             | —             | 10 / 16 |
| Fermo         | Porto Sant'Elpidio  | 25 324                               |                 | Mario Andrenacci (PD)   |                | Nazareno Franchellucci (PD) | 5 839       | 45,78       | 5 825         | 55,90         | 10 / 16 |

## Ancona

### Ancona
| Candidati                     | Candidati                     | II turno                  | II turno                  | I turno | I turno | Liste                                  | Voti   | %     | Seggi |
| Candidati                     | Candidati                     | Voti                      | %                         | Voti    | %       | Liste                                  | Voti   | %     | Seggi |
| ----------------------------- | ----------------------------- | ------------------------- | ------------------------- | ------- | ------- | -------------------------------------- | ------ | ----- | ----- |
|                               | Valeria Mancinelli ✔️ Sindaca | 20 669                    | 62,59                     | 17 212  | 37,65   | Partito Democratico                    | 10 733 | 26,34 | 14    |
| Ancona 2020                   | Valeria Mancinelli ✔️ Sindaca | 20 669                    | 62,59                     | 17 212  | 37,65   | 1 676                                  | 4,11   | 2     |       |
| Federazione dei Verdi         | Valeria Mancinelli ✔️ Sindaca | 20 669                    | 62,59                     | 17 212  | 37,65   | 1 452                                  | 3,56   | 2     |       |
| Unione di Centro              | Valeria Mancinelli ✔️ Sindaca | 20 669                    | 62,59                     | 17 212  | 37,65   | 1 400                                  | 3,44   | 1     |       |
| Scelta Civica                 | Valeria Mancinelli ✔️ Sindaca | 20 669                    | 62,59                     | 17 212  | 37,65   | 1 300                                  | 3,19   | 1     |       |
| Totale liste                  | Valeria Mancinelli ✔️ Sindaca | 20 669                    | 62,59                     | 17 212  | 37,65   | 16 561                                 | 40,64  | 20    |       |
|                               | Italo D'Angelo                | 12 356                    | 37,41                     | 9 381   | 20,52   | Il Popolo della Libertà                | 4 236  | 10,39 | 2     |
| La Tua Ancona                 | Italo D'Angelo                | 12 356                    | 37,41                     | 9 381   | 20,52   | 3 086                                  | 7,57   | 2     |       |
| Seggio di coalizione          | Seggio di coalizione          | Seggio di coalizione      | 37,41                     | 9 381   | 20,52   | 1                                      |        |       |       |
| Totale liste                  | Italo D'Angelo                | 12 356                    | 37,41                     | 9 381   | 20,52   | 7 322                                  | 17,97  | 4     |       |
|                               | Andrea Quattrini              | Andrea Quattrini          | Andrea Quattrini          | 6 880   | 15,05   | Movimento 5 Stelle                     | 5 720  | 14,04 | 3     |
| Seggio di coalizione          | Seggio di coalizione          | Seggio di coalizione      | Andrea Quattrini          | 6 880   | 15,05   | 1                                      |        |       |       |
|                               | Stefano Crispiani             | Stefano Crispiani         | Stefano Crispiani         | 4 344   | 9,50    | Sinistra Ecologia Libertà              | 2 976  | 7,30  | 1     |
| Federazione della Sinistra    | Stefano Crispiani             | Stefano Crispiani         | Stefano Crispiani         | 4 344   | 9,50    | 894                                    | 2,19   | –     |       |
| Seggio di coalizione          | Seggio di coalizione          | Seggio di coalizione      | Stefano Crispiani         | 4 344   | 9,50    | 1                                      |        |       |       |
| Totale liste                  | Stefano Crispiani             | Stefano Crispiani         | Stefano Crispiani         | 4 344   | 9,50    | 3 870                                  | 9,50   | 1     |       |
|                               | Stefano Tombolini             | Stefano Tombolini         | Stefano Tombolini         | 3 029   | 6,63    | 60100 Ancona                           | 2 798  | 6,87  | –     |
| Seggio di coalizione          | Seggio di coalizione          | Seggio di coalizione      | Stefano Tombolini         | 3 029   | 6,63    | 1                                      |        |       |       |
|                               | Matteo Bilei                  | Matteo Bilei              | Matteo Bilei              | 1 355   | 2,96    | A20 - La Formula da Condividere        | 1 081  | 2,65  | –     |
|                               | Stefano Benvenuti Gostoli     | Stefano Benvenuti Gostoli | Stefano Benvenuti Gostoli | 1 261   | 2,76    | Fratelli d'Italia - Alleanza Nazionale | 1 071  | 2,63  | –     |
|                               | Letizia Perticaroli           | Letizia Perticaroli       | Letizia Perticaroli       | 884     | 1,93    | Alleanza per Ancona (A)                | 847    | 2,08  | –     |
|                               | Marcello Pesaresi             | Marcello Pesaresi         | Marcello Pesaresi         | 829     | 1,81    | Progetto Città                         | 887    | 2,18  | –     |
|                               | David Favia                   | David Favia               | David Favia               | 538     | 1,18    | Centro Democratico                     | 594    | 1,46  | –     |
| Totale                        | Totale                        | 33 025                    | 100                       | 45 713  | 100     |                                        | 40 751 | 100   | 32    |
|                               |                               |                           |                           |         |         |                                        |        |       |       |
| Schede bianche                | Schede bianche                | 325                       | 0,96                      | 244     | 0,52    |                                        |        |       |       |
| Schede nulle                  | Schede nulle                  | 652                       | 1,92                      | 1 181   | 2,51    |                                        |        |       |       |
| Votanti                       | Votanti                       | 34 002                    | 41,98                     | 47 138  | 58,20   |                                        |        |       |       |
| Elettori                      | Elettori                      | 80 999                    |                           | 80 999  |         |                                        |        |       |       |
|                               |                               |                           |                           |         |         |                                        |        |       |       |
| Fonte: Ministero dell'interno |                               |                           |                           |         |         |                                        |        |       |       |

- La lista contrassegnata con la lettera A è apparentata al secondo turno con il candidato sindaco Italo D'Angelo.

### Falconara Marittima
| Candidati                     | Candidati                    | II turno             | II turno         | I turno | I turno | Liste                    | Voti   | %     | Seggi |
| Candidati                     | Candidati                    | Voti                 | %                | Voti    | %       | Liste                    | Voti   | %     | Seggi |
| ----------------------------- | ---------------------------- | -------------------- | ---------------- | ------- | ------- | ------------------------ | ------ | ----- | ----- |
|                               | Goffredo Brandoni ✔️ Sindaco | 6 691                | 54,29            | 6 374   | 46,31   | Uniti per Falconara      | 2 321  | 19,90 | 5     |
| Falconara in Movimento        | Goffredo Brandoni ✔️ Sindaco | 6 691                | 54,29            | 6 374   | 46,31   | 1 399                    | 12,00  | 3     |       |
| Insieme Civico                | Goffredo Brandoni ✔️ Sindaco | 6 691                | 54,29            | 6 374   | 46,31   | 641                      | 5,50   | 1     |       |
| Ridisegnare Falconara         | Goffredo Brandoni ✔️ Sindaco | 6 691                | 54,29            | 6 374   | 46,31   | 510                      | 4,37   | 1     |       |
| Totale liste                  | Goffredo Brandoni ✔️ Sindaco | 6 691                | 54,29            | 6 374   | 46,31   | 4 871                    | 41,77  | 10    |       |
|                               | Antonio Mastrovincenzo       | 5 634                | 45,71            | 4 537   | 32,97   | Partito Democratico      | 2 722  | 23,34 | 3     |
| Insieme per Mastrovincenzo    | Antonio Mastrovincenzo       | 5 634                | 45,71            | 4 537   | 32,97   | 698                      | 5,99   | 1     |       |
| Sinistra Ecologia Libertà     | Antonio Mastrovincenzo       | 5 634                | 45,71            | 4 537   | 32,97   | 515                      | 4,42   | –     |       |
| Federazione della Sinistra    | Antonio Mastrovincenzo       | 5 634                | 45,71            | 4 537   | 32,97   | 364                      | 3,12   | –     |       |
| Seggio di coalizione          | Seggio di coalizione         | Seggio di coalizione | 45,71            | 4 537   | 32,97   | 1                        |        |       |       |
| Totale liste                  | Antonio Mastrovincenzo       | 5 634                | 45,71            | 4 537   | 32,97   | 4 299                    | 36,87  | 4     |       |
|                               | Riccardo Borini              | Riccardo Borini      | Riccardo Borini  | 1 384   | 10,06   | Falconara Bene Comune    | 626    | 5,37  | –     |
| Cittadini in Comune           | Riccardo Borini              | Riccardo Borini      | Riccardo Borini  | 1 384   | 10,06   | 566                      | 4,85   | –     |       |
| Seggio di coalizione          | Seggio di coalizione         | Seggio di coalizione | Riccardo Borini  | 1 384   | 10,06   | 1                        |        |       |       |
| Totale liste                  | Riccardo Borini              | Riccardo Borini      | Riccardo Borini  | 1 384   | 10,06   | 1 192                    | 10,22  | –     |       |
|                               | Lucio Virgulti               | Lucio Virgulti       | Lucio Virgulti   | 752     | 5,46    | Falconara Punto e a Capo | 546    | 4,68  | –     |
| Impegno per Falconara         | Lucio Virgulti               | Lucio Virgulti       | Lucio Virgulti   | 752     | 5,46    | 128                      | 1,10   | –     |       |
| Totale liste                  | Lucio Virgulti               | Lucio Virgulti       | Lucio Virgulti   | 752     | 5,46    | 674                      | 5,78   | –     |       |
|                               | Bruno Frapiccini             | Bruno Frapiccini     | Bruno Frapiccini | 716     | 5,20    | Movimento 5 Stelle       | 625    | 5,36  | –     |
| Totale                        | Totale                       | 12 325               | 100              | 13 763  | 100     |                          | 11 661 | 100   | 16    |
|                               |                              |                      |                  |         |         |                          |        |       |       |
| Schede bianche                | Schede bianche               | 69                   | 0,55             | 75      | 0,53    |                          |        |       |       |
| Schede nulle                  | Schede nulle                 | 112                  | 0,90             | 216     | 1,54    |                          |        |       |       |
| Votanti                       | Votanti                      | 12 506               | 57,25            | 14 054  | 64,34   |                          |        |       |       |
| Elettori                      | Elettori                     | 21 844               |                  | 21 844  |         |                          |        |       |       |
|                               |                              |                      |                  |         |         |                          |        |       |       |
| Fonte: Ministero dell'interno |                              |                      |                  |         |         |                          |        |       |       |

## Ascoli Piceno

### Grottammare
|                               | Enrico Piergallini ✔️ Sindaco | 4 579                | 52,11 | Solidarietà Partecipazione | 3 250 | 40,21 | 8  |  |  |
| Città in Movimento            | Enrico Piergallini ✔️ Sindaco | 4 579                | 52,11 | 900                        | 11,13 | 2     |    |  |  |
| Totale liste                  | Enrico Piergallini ✔️ Sindaco | 4 579                | 52,11 | 4 150                      | 51,34 | 10    |    |  |  |
|                               | Filippo Olivieri              | 1 583                | 18,02 | Il Popolo della Libertà    | 788   | 9,75  | 1  |  |  |
| Grottammare Attiva            | Filippo Olivieri              | 1 583                | 18,02 | 321                        | 3,97  | –     |    |  |  |
| Movimento Autonomo Piceno     | Filippo Olivieri              | 1 583                | 18,02 | 304                        | 3,76  | –     |    |  |  |
| Rosa e Giovani Azzurri        | Filippo Olivieri              | 1 583                | 18,02 | 104                        | 1,29  | –     |    |  |  |
| Seggio di coalizione          | Seggio di coalizione          | Seggio di coalizione | 18,02 | 1                          |       |       |    |  |  |
| Totale liste                  | Filippo Olivieri              | 1 583                | 18,02 | 1 517                      | 18,77 | 1     |    |  |  |
|                               | Sandro Mariani                | 1 033                | 11,76 | Grottammare Futura         | 844   | 10,44 | –  |  |  |
| Seggio di coalizione          | Seggio di coalizione          | Seggio di coalizione | 11,76 | 1                          |       |       |    |  |  |
|                               | Mariagrazia Concetti          | 1 024                | 11,65 | Concetti Sindaco           | 1 054 | 13,04 | 1  |  |  |
| Seggio di coalizione          | Seggio di coalizione          | Seggio di coalizione | 11,65 | 1                          |       |       |    |  |  |
|                               | Andrea Crimella               | 568                  | 6,46  | Movimento 5 Stelle         | 518   | 6,41  | –  |  |  |
| Seggio di coalizione          | Seggio di coalizione          | Seggio di coalizione | 6,46  | 1                          |       |       |    |  |  |
| Totale                        | Totale                        | 8 787                | 100   |                            | 8 083 | 100   | 16 |  |  |
|                               |                               |                      |       |                            |       |       |    |  |  |
| Schede bianche                | Schede bianche                | 57                   | 0,63  |                            |       |       |    |  |  |
| Schede nulle                  | Schede nulle                  | 154                  | 1,71  |                            |       |       |    |  |  |
| Votanti                       | Votanti                       | 8 998                | 69,58 |                            |       |       |    |  |  |
| Elettori                      | Elettori                      | 12 931               |       |                            |       |       |    |  |  |
|                               |                               |                      |       |                            |       |       |    |  |  |
| Fonte: Ministero dell'interno |                               |                      |       |                            |       |       |    |  |  |

## Fermo

### Porto Sant'Elpidio
| Candidati                       | Candidati                         | II turno             | II turno          | I turno | I turno | Liste                                  | Voti   | %     | Seggi |
| Candidati                       | Candidati                         | Voti                 | %                 | Voti    | %       | Liste                                  | Voti   | %     | Seggi |
| ------------------------------- | --------------------------------- | -------------------- | ----------------- | ------- | ------- | -------------------------------------- | ------ | ----- | ----- |
|                                 | Nazareno Franchellucci ✔️ Sindaco | 5 825                | 55,90             | 5 839   | 45,78   | Partito Democratico                    | 2 491  | 22,57 | 5     |
| Patti Chiari per il Cambiamento | Nazareno Franchellucci ✔️ Sindaco | 5 825                | 55,90             | 5 839   | 45,78   | 1 056                                  | 9,57   | 2     |       |
| Impegno per Porto Sant'Elpidio  | Nazareno Franchellucci ✔️ Sindaco | 5 825                | 55,90             | 5 839   | 45,78   | 963                                    | 8,72   | 2     |       |
| Popolari per Porto Sant'Elpidio | Nazareno Franchellucci ✔️ Sindaco | 5 825                | 55,90             | 5 839   | 45,78   | 731                                    | 6,62   | 1     |       |
| Unione di Centro                | Nazareno Franchellucci ✔️ Sindaco | 5 825                | 55,90             | 5 839   | 45,78   | 183                                    | 1,66   | –     |       |
| Totale liste                    | Nazareno Franchellucci ✔️ Sindaco | 5 825                | 55,90             | 5 839   | 45,78   | 5 424                                  | 49,13  | 10    |       |
|                                 | Andrea Putzu                      | 4 595                | 44,10             | 3 056   | 23,96   | Fratelli d'Italia - Alleanza Nazionale | 850    | 7,70  | 1     |
| L'Alternativa                   | Andrea Putzu                      | 4 595                | 44,10             | 3 056   | 23,96   | 688                                    | 6,23   | 1     |       |
| La Destra                       | Andrea Putzu                      | 4 595                | 44,10             | 3 056   | 23,96   | 596                                    | 5,40   | –     |       |
| Credere per Ripartire           | Andrea Putzu                      | 4 595                | 44,10             | 3 056   | 23,96   | 388                                    | 3,51   | –     |       |
| Unione Popolare                 | Andrea Putzu                      | 4 595                | 44,10             | 3 056   | 23,96   | 36                                     | 0,33   | –     |       |
| Seggio di coalizione            | Seggio di coalizione              | Seggio di coalizione | 44,10             | 3 056   | 23,96   | 1                                      |        |       |       |
| Totale liste                    | Andrea Putzu                      | 4 595                | 44,10             | 3 056   | 23,96   | 2 558                                  | 23,17  | 2     |       |
|                                 | Roberto Cerquozzi                 | Roberto Cerquozzi    | Roberto Cerquozzi | 1 778   | 13,94   | Movimento 5 Stelle                     | 1 375  | 12,46 | 1     |
| Seggio di coalizione            | Seggio di coalizione              | Seggio di coalizione | Roberto Cerquozzi | 1 778   | 13,94   | 1                                      |        |       |       |
|                                 | Enzo Farina                       | Enzo Farina          | Enzo Farina       | 1 690   | 13,25   | Il Popolo della Libertà                | 1 145  | 10,37 | –     |
| Insieme                         | Enzo Farina                       | Enzo Farina          | Enzo Farina       | 1 690   | 13,25   | 165                                    | 1,49   | –     |       |
| Seggio di coalizione            | Seggio di coalizione              | Seggio di coalizione | Enzo Farina       | 1 690   | 13,25   | 1                                      |        |       |       |
| Totale liste                    | Enzo Farina                       | Enzo Farina          | Enzo Farina       | 1 690   | 13,25   | 1 310                                  | 11,87  | –     |       |
|                                 | Sergio Belletti                   | Sergio Belletti      | Sergio Belletti   | 392     | 3,07    | Sinistra Ecologia Libertà              | 259    | 2,35  | –     |
| Lista Civica Sergio Belletti    | Sergio Belletti                   | Sergio Belletti      | Sergio Belletti   | 392     | 3,07    | 113                                    | 1,02   | –     |       |
| Totale liste                    | Sergio Belletti                   | Sergio Belletti      | Sergio Belletti   | 392     | 3,07    | 372                                    | 3,37   | –     |       |
| Totale                          | Totale                            | 10 420               | 100               | 12 755  | 100     |                                        | 11 039 | 100   | 16    |
|                                 |                                   |                      |                   |         |         |                                        |        |       |       |
| Schede bianche                  | Schede bianche                    | 119                  | 1,11              | 137     | 1,04    |                                        |        |       |       |
| Schede nulle                    | Schede nulle                      | 211                  | 1,96              | 337     | 2,55    |                                        |        |       |       |
| Votanti                         | Votanti                           | 10 750               | 54,96             | 13 229  | 67,63   |                                        |        |       |       |
| Elettori                        | Elettori                          | 19 561               |                   | 19 561  |         |                                        |        |       |       |
|                                 |                                   |                      |                   |         |         |                                        |        |       |       |
| Fonte: Ministero dell'interno   |                                   |                      |                   |         |         |                                        |        |       |       |